# Pan di zenzero
Il pan di zenzero è un prodotto alimentare dolce.
In particolare si chiama pan di zenzero un impasto ottenuto dal miscelamento di un composto di miele o melassa e zucchero di Barbabietola o di canna, aromatizzato con zenzero e cannella, con l'eventuale aggiunta di chiodi di garofano.
Il pan di zenzero non viene servito nella sua forma naturale ma viene impiegato come base di un dolce più complesso o come biscotto.

## Etimologia
Il termine deriva dal latino zingiber (tramite francese antico gingebras) da cui zenzero. Ha poi fatto riferimento ad una confezione a base di miele e spezie. Pan di zenzero è spesso usato per tradurre il termine francese Pain d'épices (letteralmente "pane di spezie") o il termine tedesco Lebkuchen (di etimologia incerta) o Pfefferkuchen. Nel XIII secolo in Polonia nella città di Toruń hanno iniziato a produrre dei dolci, i Torunskie pierniki, che sono poi stati portati in Svezia dagli immigrati tedeschi.

## Pepparkakor
I Pepparkakor (in svedese, conosciuti anche come Peparkake e Pepperkake in norvegese e Piparkakku in finlandese) sono biscotti speziati, tipici della Scandinavia ma famosi anche presso i popoli di lingua tedesca.
Sono una specialità tradizionalmente natalizia.